# Ріккардо Турікк'я
Ріккардо Турікк'я (італ. Riccardo Turicchia, нар. 5 лютого 2003, Імола, Італія) — італійський футболіст, фланговий захисник клубу «Ювентус Некст Джен».

## Ігрова кар'єра

### Клубна
Ріккардо Турікк'я почав займатися футболом у своєму рідному місті Імола. У 2014 році він перейшов до клубу «Чезена», а пізніше став гравцем «Ювентуса».
З 2021 року захисник виступає за дублюючий склад «Ювентуса» «Ювентус Некст Джен». В складі молодіжної команди туринського клуба Турікк'я грав також в Юнацькій лізі УЄФА. В листопаді 2022 року футболіст продовжив контракт з клубом до літа 2025 року.
Сезон 2024/25 Турікк'я почав в оренді в клубі Серії В «Катандзаро». Зігравши в команді одну гру, в січні 2025 року захисник повернувся до складу «Ювентус Некст Джен».

### Збірна
В травні 2023 року в складі збірної Італії (U-20) Ріккардо Турікк'я брав участь у молодіжному чемпіонаті світу в Аргентині, де Італія посіла друге місце.

## Титули
Італія (U-20)
 Віце - чемпіон світу: 2023